# Spinopeplus spinosissimus
Spinopeplus spinosissimus is een insect uit de orde Phasmatodea en de familie Diapheromeridae. De wetenschappelijke naam van deze soort is voor het eerst geldig gepubliceerd in 1896 door Kirby.